# Mestno gledališče, Rio de Janeiro
Mestno gledališče (portugalsko Theatro Municipal) je operna hiša v okrožju Centro v Riu de Janeiru v Braziliji. Zgrajeno v začetku 20. stoletja velja za eno najlepših in najpomembnejših gledališč v državi.
Stavba je zasnovana v eklektičnem slogu, ki ga je navdihnila pariška Opéra Palača Garnier. Zunanje stene so popisane z imeni klasičnih evropskih in brazilskih umetnikov. Stoji v bližini Nacionalne knjižnice in Narodnega muzeja lepih umetnosti ter gleda na prostoren trg Cinelândia.

## Zgodovina
V drugi polovici 19. stoletja je bila gledališka dejavnost v Riu de Janeiru, takratnem glavnem mestu države, zelo intenzivna. Kljub temu sta bili njegovi dve gledališči, Lyric in St. Peter, kritizirani zaradi svojih zmogljivosti, bodisi s strani javnosti bodisi s strani podjetij, ki so delala v njih.
Po razglasitvi republike (1889) je leta 1894 dramatik Artur Azevedo sprožil kampanjo za izgradnjo novega gledališča za lokalno skupino, ki naj bi nastalo po vzoru Comédie Française. Toda v teh burnih dneh je akcija prinesla le en občinski zakon, ki je zapovedal gradnjo Mestnega gledališča. Ta zakon ni bil uveljavljen, kljub obstoju dajatve za financiranje del. Tako novi davčni prihodki niso bili nikoli porabljeni za gradnjo gledališča.
Zgrajeno je bilo šele v začetku 20. stoletja in se je začel predstavljati nov republikanski režim in z njim povezana nova doba v elegantni prestolnici Brazilije. Takratni župan Francisco Pereira Passos je leta 1903 z odprtjem osrednje avenije (zdaj Avenida Rio Branco), oblikovane po pariških bulvarjih in obdane s čudovitimi primeri eklektične arhitekture, sprožil veliko posodobitev mestnega središča. Tako je nastalo operno prizorišče, ki ga je zasnoval Francisco de Oliveira Passos (sin takratnega župana Francisca Pereire Passosa) s sodelovanjem Alberta Guilberta in oblikovanje, ki ga je navdihnila Pariška opera. Gradnja se je začela leta 1905 na podlagi 1180 lesenih pilotov, zakopanih v podtalnici. Za okrasitev stavbe so poklicali najpomembnejše brazilske slikarje in kiparje tistega časa, kot so Eliseu Visconti, Rodolfo Amoedo in brata Bernardelli, Henrique in Rodolfo. Za delo na vitražih in mozaičnih ploščicah so zaposlili tudi evropske obrtnike.
Nazadnje, štiri leta in pol pozneje – rekorden čas za delo, ki je prevzelo štafeto 280 delavcev v dveh izmenah – je 14. julija 1909 predsednik Nilo Peçanha slovesno odprl Theatro Municipal do Rio de Janeiro, ki je imel kapaciteto za 1739 gledalcev. Serzedelo Correa je bil takrat župan mesta. Leta 1934 so gledališče glede na novo število prebivalcev mesta premajhno povečali na 2205 sedežev. Dela so bila kljub zahtevnosti opravljena v treh mesecih, kar je rekordni čas sezone. Kasneje je z nekaterimi spremembami pridobila sedanjo številko 2361 mest.
Gledališče je bilo zaprto 19. oktobra 1975 zaradi obnovitvenih del in posodobitve prostorov in ponovno odprto 15. marca 1978. Da bi obnovili prvotno lepoto gledališča, zgrajenega na začetku prejšnjega stoletja, so v obnovitvena dela, ki so trajala več kot devetsto dni, vložili 70 milijonov realov. Za obnovitev zlata v okraskih gledališča je bilo uporabljenih na tisoče 23-karatnih zlatih lističev, kupljenih v Nemčiji, ki krasijo detajle fasade in kupole, kot je podrobno pojasnil Sekretariat za kulturo Ria de Janeira, od katerega je odvisno gledališče Fundação. V skoraj treh letih dela na stavbi, eni najlepših v središču Ria de Janeira, je delalo okoli 250 delavcev.
Istega leta je bila ustanovljena Centralna tehnična produkcija, odgovorna za vse predstave v hiši. Leta 1996 se je začela gradnja prizidka, ki je objekt razbremenil zaradi intenzivnih vadb in drugih aktivnosti skozi vse leto. S slavnostno otvoritvijo prizidka so pevski, orkesterski in baletni kolektivi pridobili nove vadbene prostore in večji prostor za umetniške vaje.
Danes gledališče Theatro Municipal prikazuje predvsem produkcije baleta in klasične glasbe. V zgodnjih dneh je predstavljal samo tuje predstave oper in simfoničnih orkestrov, predvsem italijanskih in francoskih družb. Leta 1931 je bil ustanovljen Mestni simfonični orkester Ria de Janeira in znane osebnosti, kot so Arturo Toscanini, Sarah Bernhardt, Bidu Sayão, Eliane Coelho, Heitor Villa-Lobos, Igor Stravinski, Paul Hindemith in Alexander Brailowsky, so izpostavile programe gledališča. Danes je v njem Petrobras in brazilski simfonični orkester.

## Lastnosti
Notranjost gledališča je tako razkošna kot fasada, s skulpturami Henriqueja Bernardellija in slikami Rodolfa Amoeda in Eliseua Viscontija, slednji je odgovoren za veličastno spuščeno zaveso (največje platno, kadar koli naslikano v Braziliji), friz nad odrom (proscenij), strop ladje in dekoracijo stropa preddverja in stranske plošče, kar velja za mojstrovino dekorativnega slikarstva v Braziliji. Rodolfo Amoedo je izvedel osem slik na stranskih stenah rotund v preddverju, Henrique Bernardelli pa je avtor slik na stropih obeh rotund. Restavracija Assírius v kleti je značilna po svojem impresivnem asirskem dekorju.